# Канкел, Билл
Билл Ка́нкел (англ. Bill Kunkel; 21 июля 1950 — 4 сентября 2011) — американский журналист и писатель, один из первопроходцев видеоигровой журналистики, автор комиксов. Вместе с Арни Кацем в 1981 году начал выпуск журнала Electronic Games — первого в мире, целиком посвящённого видеоиграм.

## Биография
Канкел был игровым журналистом, автором руководств по прохождению, геймдизайнером, а также преподавал дизайн игр в Университете Невады в Лас-Вегасе.
В мире видеоигровой индустрии Билл Канкел был известен под ником «The Game Doctor». С конца 70-х вместе с приятелем Арни Кацем Билл вёл колонку «Аркадная Аллея» (англ. Arcade Alley) в журнале Video. Зимой 1981 года Кац, Канкел и жена Каца, Джойс Уорли начали издавать журнал Electronic Games — первое периодическое издание в мире, полностью посвящённое видеоиграм. Журнал оказался довольно успешным проектом, но был закрыт в 1985 году, вследствие кризиса видеоирговой индустрии.
В середине 1980-х Канкел, Кац и Уорли основали компанию Subway Software, которая занималась разработкой игр. Помимо этого Канкел участвовал в разработке игр сторонних компаний, среди которых Bart’s Nightmare, Superman: The Man of Steel, Batman Returns, Star Trek: First Contact, Blood Bowl, Borrowed Time и многие другие игры.
Канкел также был автором большого числа комиксов: в частности, в конце 70-х он писал комиксы о Супермене и Человеке-пауке.
До последних лет жизни Билл Канкел занимался видеоигровом журналистикой и гейм-дизайном. С 2003 года он преподавал основы разработки игр в Университете Невады в Лас-Вегасе, а с января 2007 года работал главным редактором журнала Tips & Tricks, вплоть до его закрытия в августе того же года. В 2005 году вышла книга воспоминаний Билла Канкела — «Confessions of The Game Doctor».
В ночь с 3 на 4 сентября 2011 года Билл Канкел скончался в своём доме в Мичигане от инфаркта. Ему был 61 год.